# 押切 OSHIKIRI
『押切 OSHIKIRI』（おしきり）は、2000年9月2日に公開された佐藤善木監督・脚本の怪奇ホラー映画。原作は伊藤潤二の『押切異談』。テレビドラマ版（2000年9月1日 - 22日、テレビ朝日）とは別バージョン。

## あらすじ
内向的な性格を持つ美少年高校生、押切トオル。かつて暮らしていた屋敷で起きる怪現象を知り、高校の超常現象研究会のメンバーと共に10年ぶりに屋敷に潜入した。すると、自分の顔をした殺人鬼と遭遇するのだった。

## 登場人物
- 押切トオル：徳山秀典
- 未央：初音映莉子
- 押切灰郎：天本英世
- 中島：本田大輔、チェ・シアン
- 田野倉：田口トモロヲ
- 神山：片山雅彦
- 小泉：三戸部貴彦
- 渡辺：小寺あゆみ
- 押切トオルの父：世古陽丸
- 押切トオルの母：佐藤直子